# Samhan
Ne doit pas être confondu avec Djebel Samhan.
108 av. notre ère. (?) – IIIe siècle
Entités précédentes :
- Période de la céramique Mumun, Culture du poignard de bronze, Confédération de Jin, Période Gojoseon

Entités suivantes :
- Trois Royaumes de Corée (Koguryŏ, Paekche, Silla)

Pendant la période Samhan (du coréen, hangul : 삼한, hanja : 三韓), au cours de la protohistoire de la Corée, les trois confédérations de Mahan, Jinhan et Byeonhan ont pris forme dans la péninsule, au Centre et au Sud, à la fin de l'Âge du bronze et au début de l'Âge du fer. Elles se constituent au contact de Gojoseon, puis des Quatre commanderies chinoises, au nord de la péninsule. La période est parfois appelée la « période Proto-trois Royaumes » de Corée, car elle précède l'établissement des Trois Royaumes : Goguryeo [Koguryo] (고구려), Baekje (백제) et Silla (신라).
Elle est précédée par la période de la céramique Mumun (v. 1500 - 300 AEC)
Selon l'état des recherches en cours en 2009 les dates vont de 300 avant notre ère (AEC) à 300 de notre ère (EC) (sur des bases archéologiques), mais certains chercheurs excluent le IIIe siècle, et d'autres font commencer cette période seulement au Ier siècle AEC (sur des bases historiques). La difficulté principale tient au fait que les rares documents écrits, coréens et chinois, qui évoquent ces faits politiques en présentent des versions radicalement différentes, et souvent en contradiction avec les témoins archéologiques récemment découverts.

## Les Trois Han

### Signification
- Samhan signifie les « Trois han », et désigne trois confédérations au centre et au sud de la péninsule coréenne. La période est parfois appelée la « période proto-Trois Royaumes » de Corée.
- « Sam » (三) est un mot sino-coréen qui signifie « trois », et « han » un mot coréen signifiant : grand (un), grand, beaucoup. Ce mot est supposé, par certains chercheurs, être apparenté avec "khan", mot utilisé en Asie intérieure pour désigner les dirigeants[2]). « Han » a été transcrit en caractères chinois 韓,幹 ou 刊, mais ce mot est sans rapport avec les chinois Han (ethnie) (chinois simplifié : 汉 ; chinois traditionnel : 漢 ; pinyin : hàn), et les royaumes et dynasties chinoises qui ont également été appelées « Han » (漢). Dans Mahan, Jinhan et Byeonhan, « Ma » signifie Sud, « Jin », l'Est et « Byeon », « brillant ». Les noms de ces confédérations se retrouvent dans le nom actuel de la République de Corée (la Corée du Sud), Daehan Minguk (대한민국 ; 大韓民國), littéralement : Grande nation populaire Han, et dans Hanguk (한국, 韓國) : Pays des Han.

### Formation - disparition
Sur le plan des données archéologiques, les cités dans la région de Mahan se sont établies avant celles de Jinhan et Byeonhan et elles étaient légèrement plus grandes : dans les régions de Chungcheong du Sud et de Jeolla du Sud de nombreuses cités, qui partagent la culture du poignard de bronze, se constituent à partir des IIIe et IIe siècles AEC. Ces cités formaient la confédération de Jin jusqu'à sa dissolution et avec la destruction de Gojoseon (Chosŏn) sous Wiman, à la fin du second siècle avant notre ère.

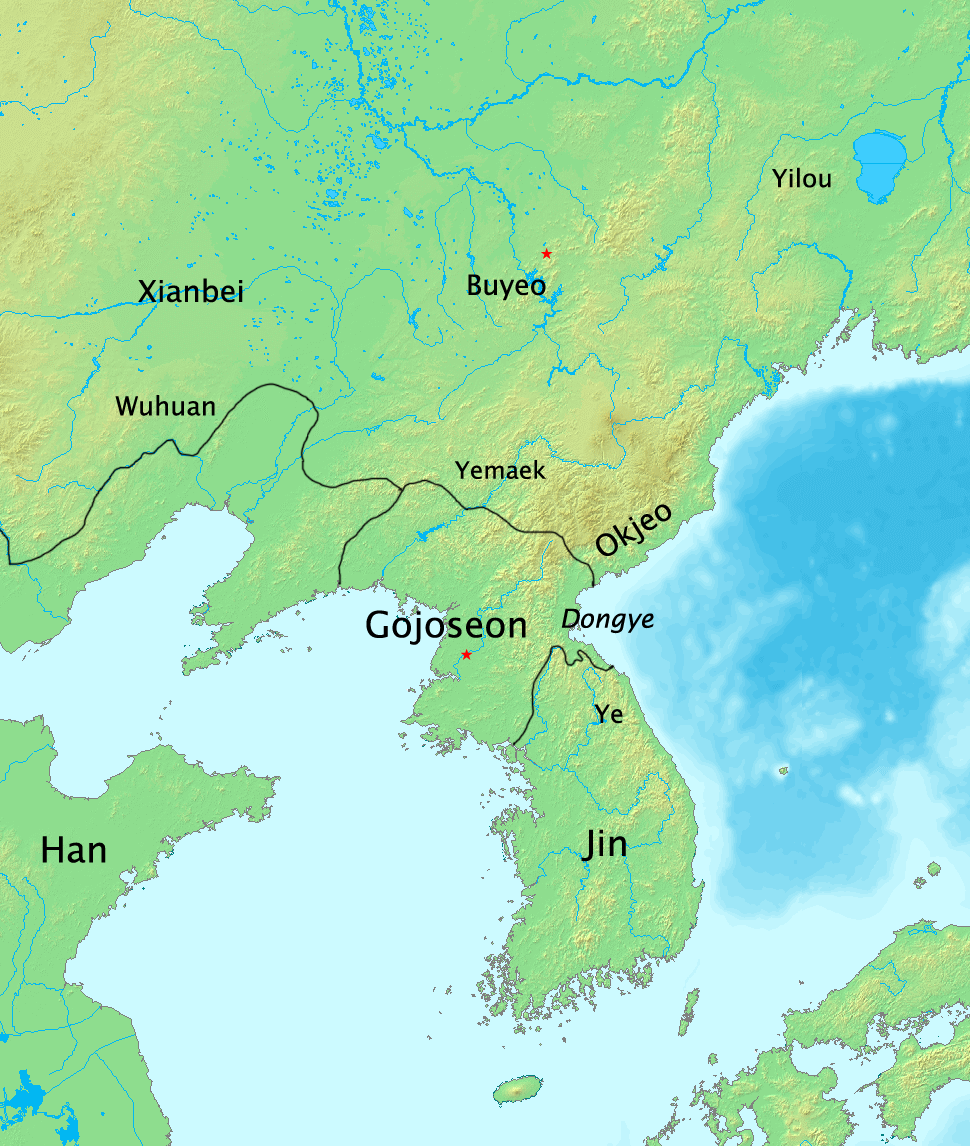
La configuration politique à l'époque des Han en 108 AEC, avant l'établissement des commanderies

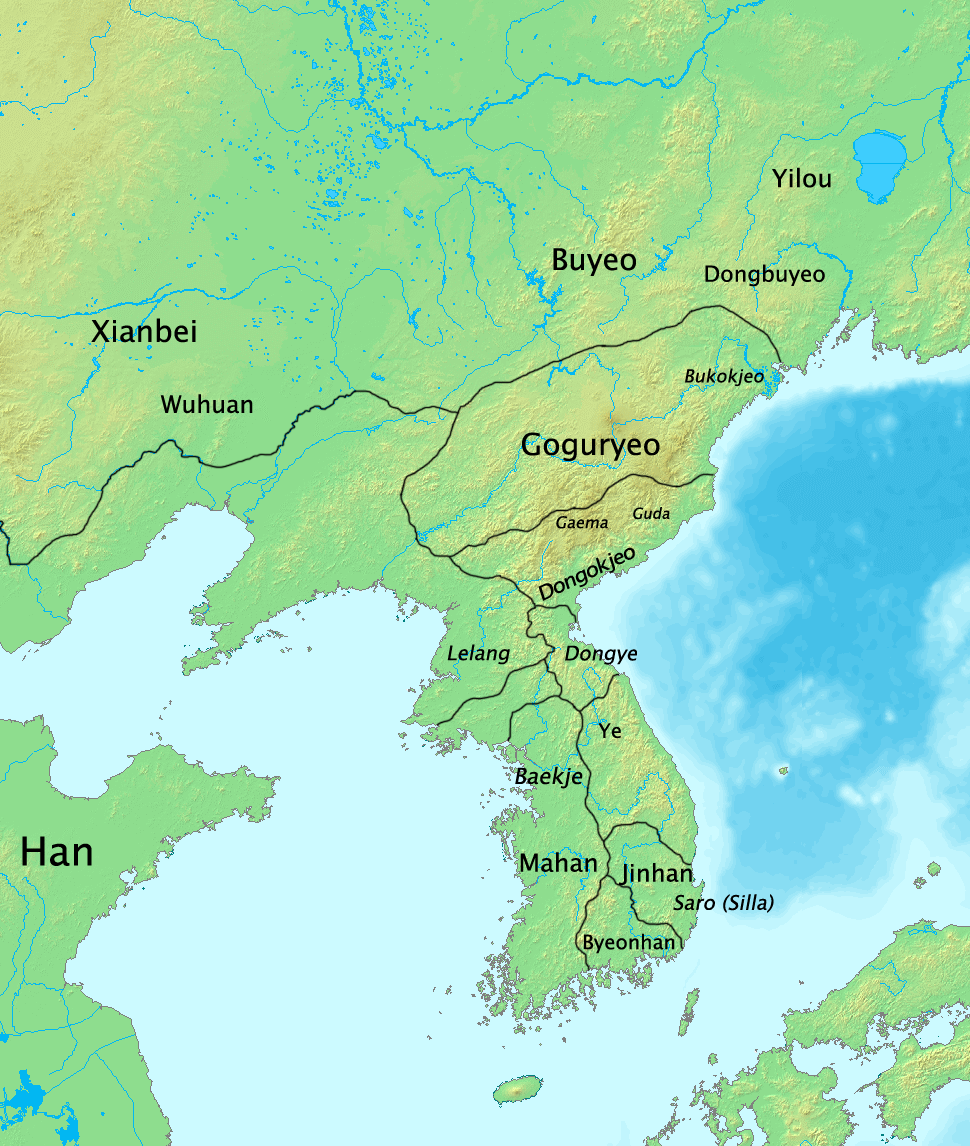
Carte de la Corée à l'époque Samhan, au début de notre ère. Les tracés ne sont qu'indicatifs de zones frontalières. L'ancien Okjeo [Okcho] apparait ici sous les dénominations : Dongokjeo et Bukokjeo

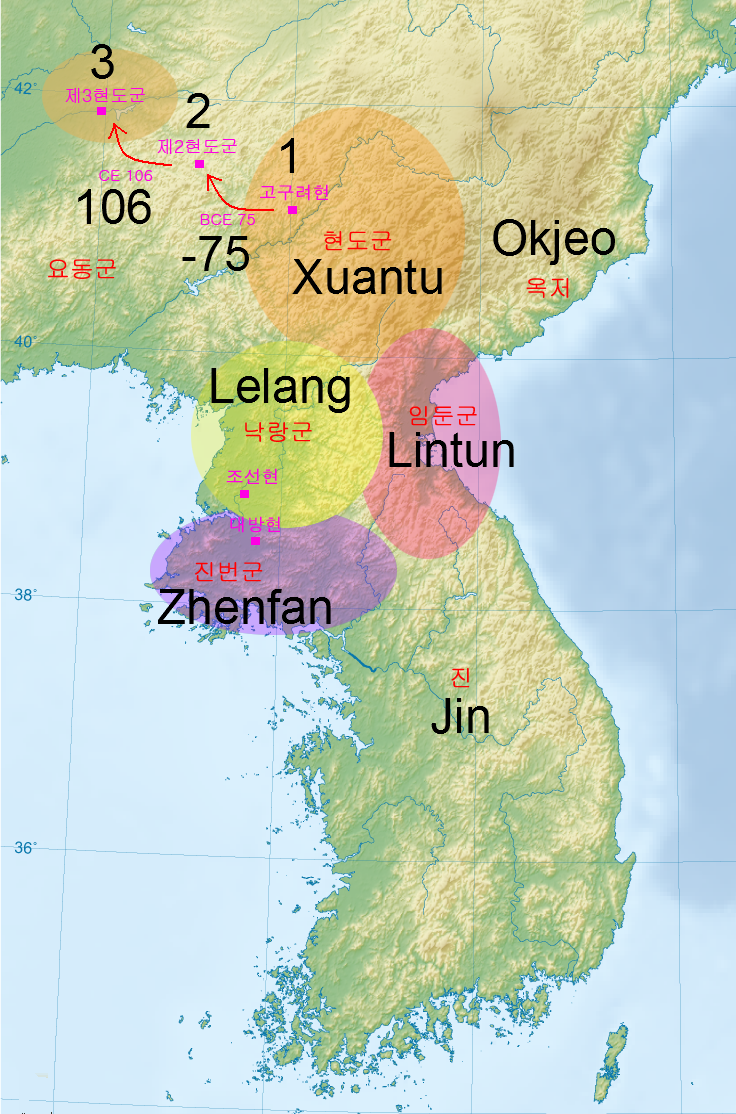
Les quatre commanderies Han à leur création, en 107 AEC.
La confédération de Jin apparait, ici, avant sa disparition et, en conséquence, avant l'apparition de la confédération Samhan

En réponse à cette nouvelle configuration, les cités se sont soit consolidées, soit elles ont incorporé des puissances voisines pour former les mini-États de la confédération Mahan. Ceux du Nord s'étant formés relativement plus tard que ceux du Sud. La confrontation et les échanges avec les commanderies ont largement participé à la formation de cette confédération. Mais une étude critique des textes indique que Mahan n'existait pas au moment de l'arrivée du roi Chun de Jin (chassé par Wiman), seulement des populations Han et peut-être des cités fortifiées, en tout cas pas sous forme de confédération.
Par ailleurs, les textes montrent un lien entre la formation des mini-États de la confédération de Jinhan et l'afflux de migrants provenant de Chine et de Gojoseon, qui arrivent dans la région de Kyongsang au moment de l'effondrement de Gojoseon, en 108 AEC, et fusionnent avec les anciennes sociétés à dolmens, qui y vivaient.
De ce point de vue certains chercheurs considèrent que la période Samhan commence avec la chute du royaume de Gojoseon sous Wiman, avec l'établissement des quatre commanderies instituées par la dynastie chinoise Han, le tout dans le nord de la Corée, tandis qu'au Sud la confédération de Jin disparaît des documents écrits.
Samhan s'achève à la fin du IIIe siècle EC, dès lors que se sont constitués les Trois Royaumes : Goguryeo, Baekje, Silla. Car deux de ces confédérations ont finalement été absorbées dans deux des Trois Royaumes de Corée. En effet, au IIIe siècle Mahan a été entièrement absorbé dans le royaume de Baekje, Jinhan dans le royaume de Silla, et Byeonhan dans la confédération de Gaya, laquelle a été, ensuite, annexée par Silla. Le royaume de Goguryeo (Koguryo) s'est développé, quant à lui, dès le Ier siècle AEC, depuis le Nord-est en absorbant Okcho et les commanderies.

### Trois confédérations de mini-États
- Mahan est la plus grande et celle, des trois confédérations, qui s'est le plus tôt développée. Cette confédération se compose de 54 mini-États[7], dont l'un a conquis ou absorbé les autres et est devenu le centre du royaume de Baekje. Mahan est globalement située dans le sud-ouest de la péninsule coréenne, c'est-à-dire sur les actuelles provinces de Jeolla, Chungcheong et des portions de Gyeonggi.
- Jinhan (Chinhan) est composée de 12 mini-États. L'un d'entre eux a conquis ou absorbé les autres et est devenu le centre du royaume de Silla. Elle est généralement située à l'est de la vallée du fleuve Nakdong.
- Byeonhan (Pyōnhan) se compose aussi de 12 mini-États, qui ont donné lieu, plus tard, à la confédération de Gaya (Kaya), par la suite annexée par Silla. Cette confédération est généralement localisée dans le sud et l'ouest de la vallée du fleuve Nakdong.

Le nom de la confédération de Jin, mal compris, a continué à être utilisé dans le nom du Jinhan et dans le nom « Byeonjin », un autre terme pour Byeonhan (Byonhan). En outre, pendant un certain temps, le dirigeant de Mahan a continué à se faire appeler « roi de Jin », affirmant ainsi sa suzeraineté nominale sur l'ensemble des confédérations Samhan.

### Comment définir cette période
Cette période a été considérée, à partir des années 1970, en tant qu'« époque proto-Trois Royaumes » de 100 AEC à 300 EC. Mais cette formulation a été critiquée car elle n'évoquait pas le rôle des trois Han, dans le sud de la péninsule. C'est pourquoi le concept d' « époque Samhan » a été retenu par de nombreux chercheurs et surtout par la plupart des chercheurs coréens. Mais le fait est qu'avec cette formulation l'on ne prend en compte que le sud de la péninsule, du IIIe siècle av. J.-C. (sur des bases archéologiques) ou du IIe siècle (sur des bases historiques) au IIIe siècle de notre ère, tandis que le royaume de Koguryo a existé, dans le nord de la péninsule et sur certaines régions du nord-est de la Chine, mais de la fin du Ier siècle av. J.-C. au VIIe siècle de notre ère. Pendant la période des Trois Royaumes de Corée (Ier siècle av. J.-C.-VIIe siècle), Koguryo est le plus étendu des trois. Mais on voit bien que les confédérations Samhan ont participé à la constitution de ce nouvel état de la société coréenne qui se construit au cours de la période dite des Trois Royaumes, puisque c'est par des guerres avec Samhan, entre autres, que se constituent les deux autres royaumes, Silla et Paekche, au cours des trois premiers siècles de notre ère.

### Les villes fortifiées
Les Samhan sont généralement considérés comme 3 confédérations de 70 mini-États [(en) statelets], chaque mini-État étant composé de villes fortifiées regroupées autour d'une « capitale ». Le Samguk sagi évoque ainsi une assemblée de six villages (ou cités-fortifiées) qui a désigné un certain Hyōkkōse comme roi et qui institue ainsi le mini-État de Saro, au sein de la confédération de Chinhan,. Soixante-dix de ces villes constituent Samhan. Le mini-État de Saro possède donc un roi institué dans la ville la plus importante, la « capitale ». Chaque cité fortifiée, de son côté, possède un chef, mais il y a peu de différence entre roi et chef en termes de sépulture jusqu'aux Ier et IIe siècles. D'autre part, certaines villes sont restées indépendantes, n'ayant pas été intégrées à un quelconque mini-État.
Dans chacune de ces villes fortifiées apparaît une classe dirigeante, mais aucun témoin d'aucune sorte ne nous renseigne sur la nature exacte des détenteurs du pouvoir. Le chamanisme n'est pas attesté à cette époque en Corée.

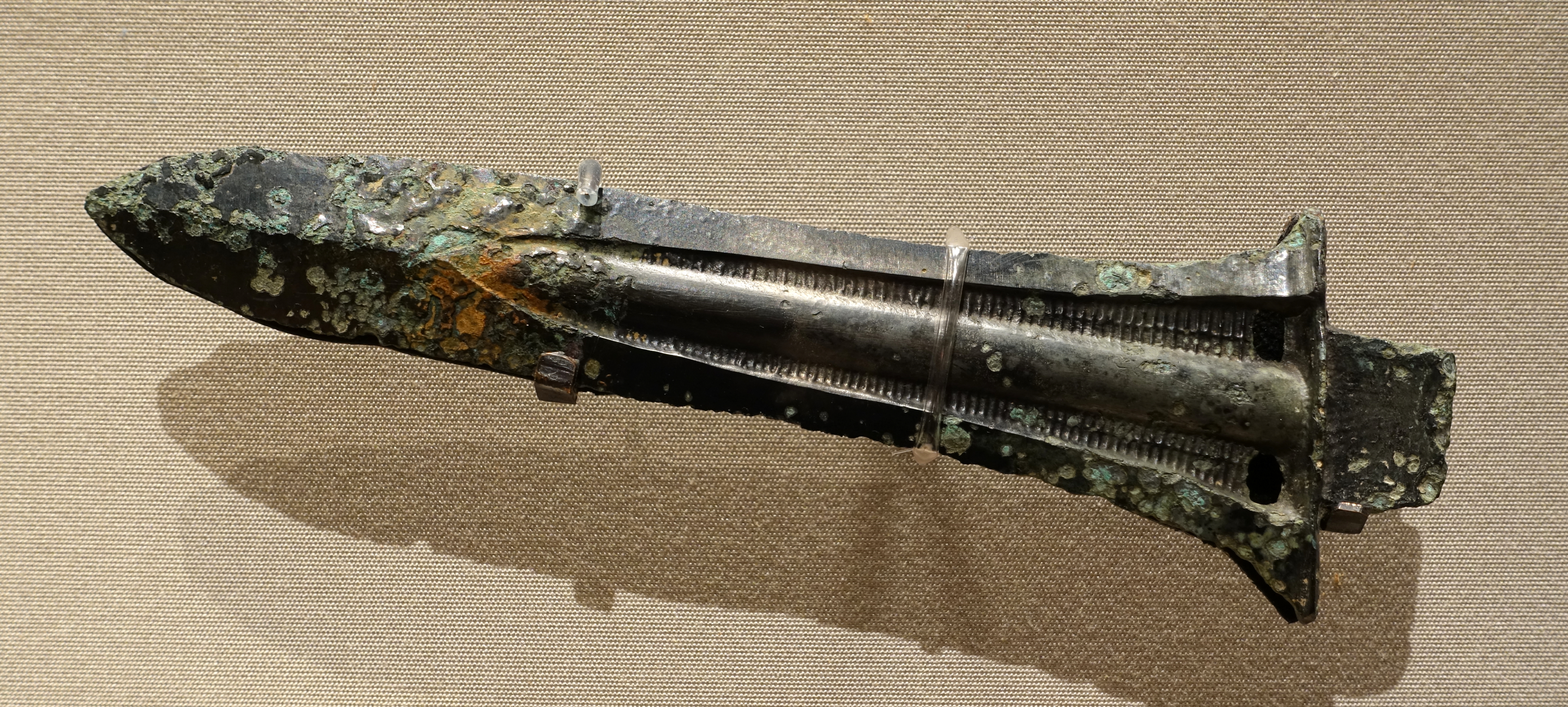
Hallebarde; Gyeongju, période Samhan,, bronze. Musée National de Tokyo.

### Métallurgie, agriculture et céramique

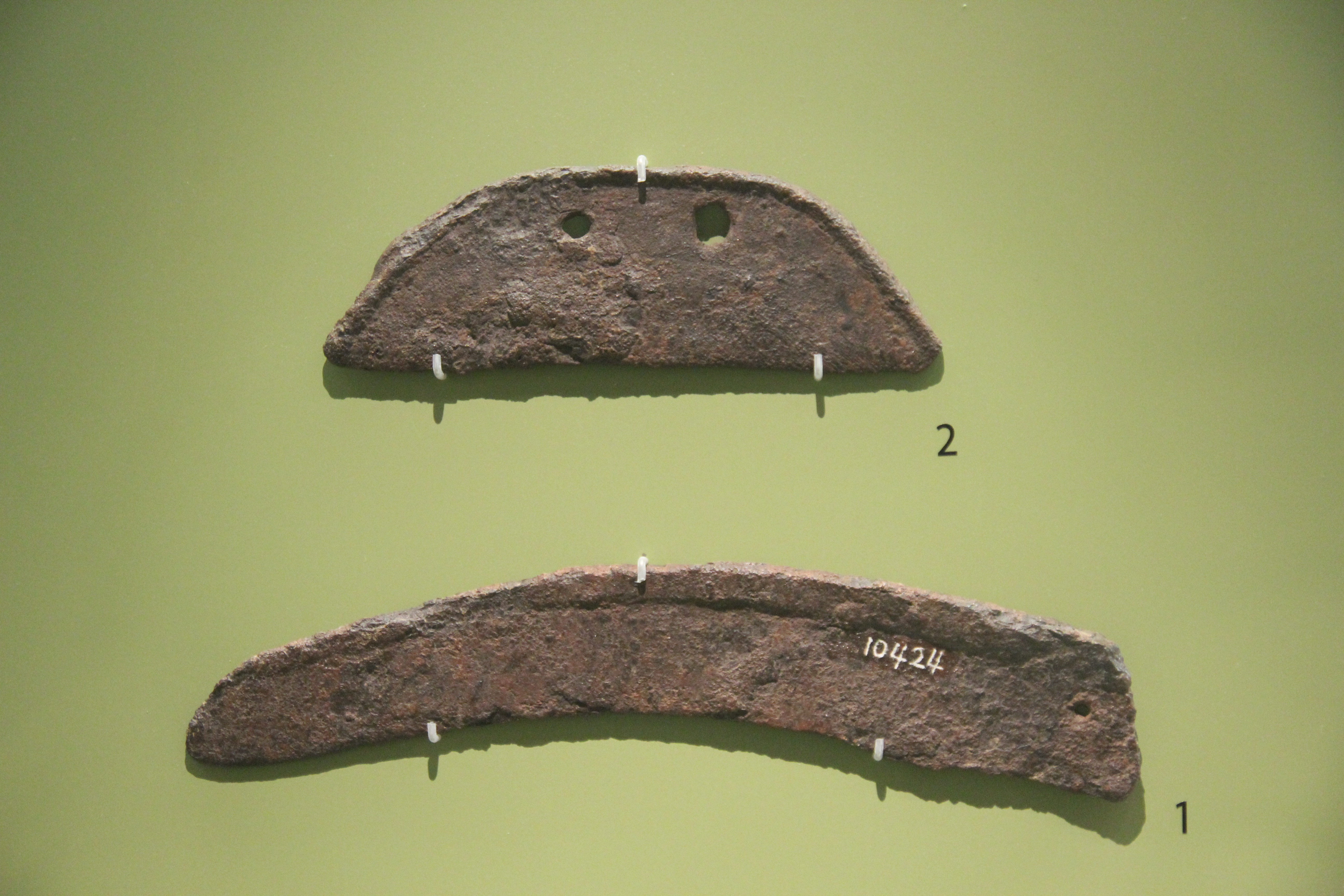
Fer: couteau (en haut) et faucille (en bas), début de l'Âge du fer, v. 300 AEC. Époque Gojoseon final ou époque Samhan initiale. L. de la faucille env. 20 cm. Musée national de Corée

- La période Samhan, qui correspond à l'époque du déclin de la culture du poignard de bronze (ou des dagues de bronze), a vu aussi l'introduction systématique du fer dans la péninsule sud-coréenne. Cette technologie a été reprise avec une intensité particulière par les États de la confédération de Byonhan, dans la vallée de la rivière Nakdong. Cette région a fabriqué et exporté des armures de fer et des armes dans toute l'Asie du Nord-est.

En ce qui concerne la culture du fer, on distingue deux phases. Du IVe au IIe siècle AEC, la culture du fer des populations Yan est transmise à la péninsule ; cette période correspond à la période des Royaumes combattants chinois. Ce sont des fers obtenus par moulage, comme des faucilles, des houes... pour l'agriculture, période qui recouvre la fin du Mumun récent et le début de la période Samhan. Ensuite, à la fin du IIe siècle et au début du Ier siècle AEC, période qui correspond en Chine à la dynastie Han et au cœur de la période Samhan, l'essentiel est en fer forgé, avec la production et le commerce de très nombreuses armes. Si les premiers outils ont facilité le travail des paysans, la possession du minerai et du commerce du fer entraine des guerres pendant des siècles.
- L'introduction de la technologie du fer a également facilité le développement de l'agriculture. Et, par ailleurs, il semble qu'à cette époque, la région du Jeolla moderne soit devenue un centre de production de riz[14].

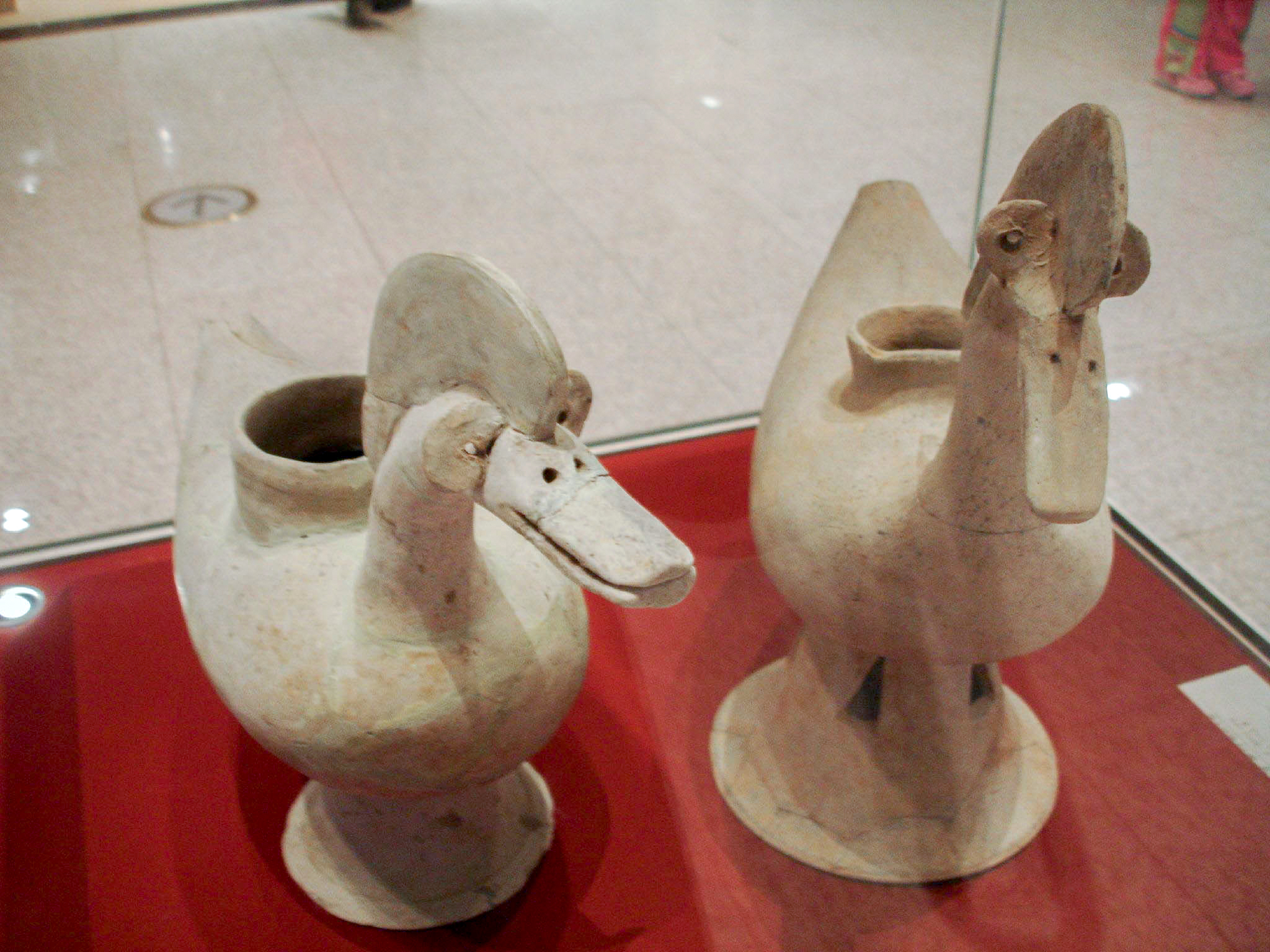
Vases modelés en forme d'oiseaux. Grès, H. 33.2 cm. État de Saro (futur Silla).. Musée national de Corée

- L'usage de fours adaptés à la production de fer favorise indirectement la production de nouvelles céramiques. Ainsi cette période voit des céramiques cuites à une température bien plus élevée que ne l'était, auparavant, la céramique mumun. Ces températures sont obtenues avec les premiers fours fermés [(en)closed kilns] de Corée, qui produisent des grès de couleur grise (gyeongjil togi). Certains grès sont décorés par battage[15] (tanal muni) - avec un battoir ayant un motif en relief - qui favorisent des distinctions régionales, avec des motifs différents. Enfin, des céramiques plus stables et aux formes régulières, indiquent l'usage du tour de potier et peut-être une division du travail[16]. Ces nouveaux potiers, qui travaillent avec des fours fermés, devant aussi appartenir à des groupes d'artisans spécialisés, lesquels participent à la fragmentation sociale et politique de la Corée au cours de cette période.

La terre cuite à basse température (yeonjil togi), dans des fours ouverts [(en)open-air furnace], continue à fournir l'essentiel des céramiques d'usage courant.
Une poterie (wajil togi), ayant la solidité des tuiles et souvent à haut col et une bande en saillie sur la lèvre, apparait dans la région de Yeongnam. Ce type de poterie semble accompagner le déplacement des populations de l'ancien Chosŏn, elle disparait vers le IIe siècle de notre ère dans les régions de Hoseo (en) (Hosŏ) et de Honam (en). La majorité de ces poteries, au début de la période, sont des jarres rondes à haut col et large pied, munies de poignées en forme de cornes et décorées par battage. Dérivant de ces vase à haut col, on trouve, à la fin de cette période, des vases superbement modelés reproduisant divers objets ou animaux comme, ici, ces curieux vases en forme d'oiseaux.
La région de Honam se distingue avec des poteries en forme d'œuf et un versoir très ouvert (site coquillier de Haenam, Jeolla du Sud). Un site d'habitat (Daegok-ri, Suncheon) a livré une belle jarre à corps élancé et large ouverture, décorée par battage. Le battoir ayant été trouvé sur place laisserait supposer que le four n'était guère éloigné des habitations.

Céramiques, période Samhan
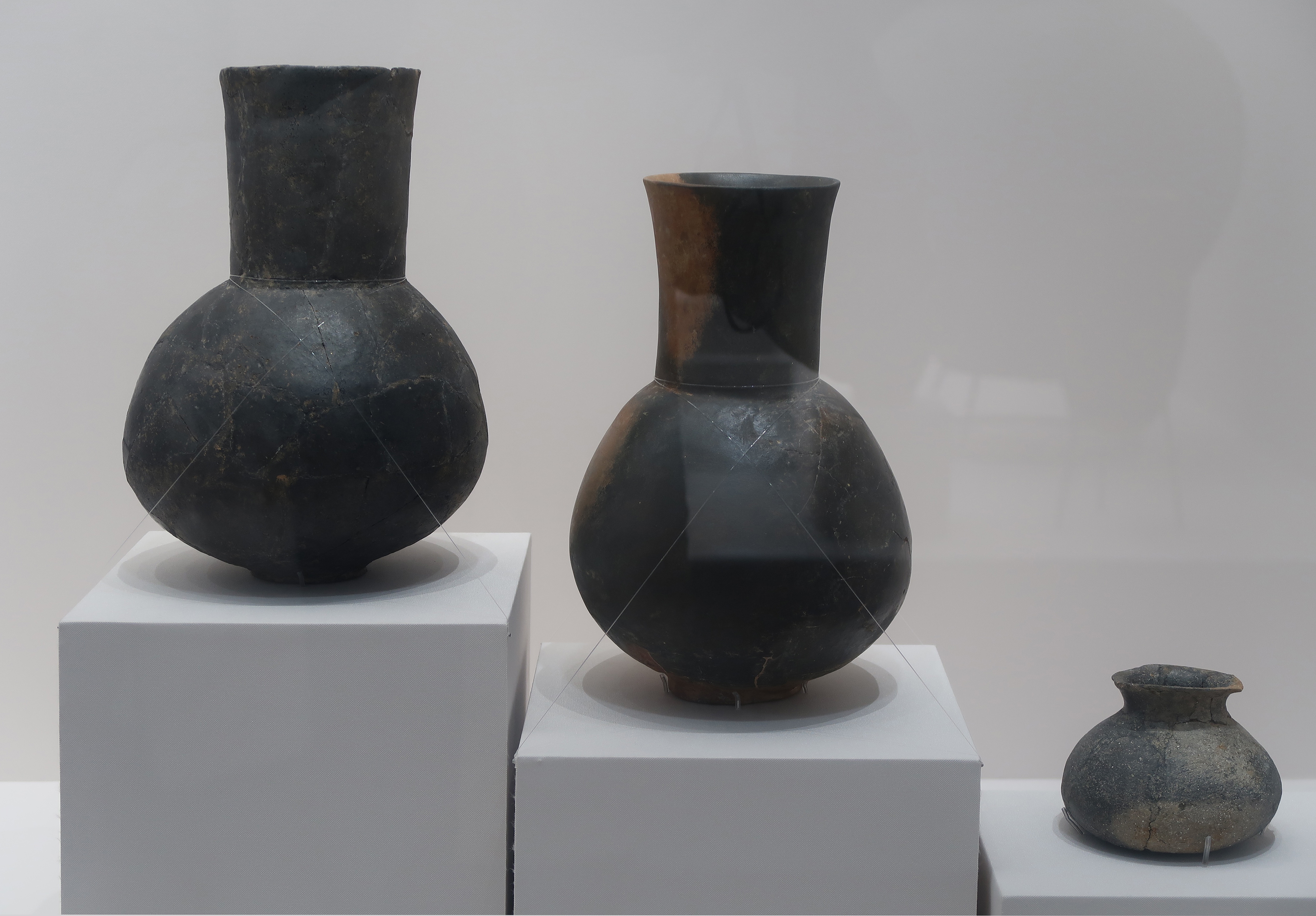
Poteries brunies en noir. Début de l'Âge du fer, Corée. De gauche à droite : jarre, site de Bunhyang-ri ; jarre, site de Gyoseong-ri ; poterie, site de Nonsan. Musée national de Buyeo, Chungcheong du Sud.
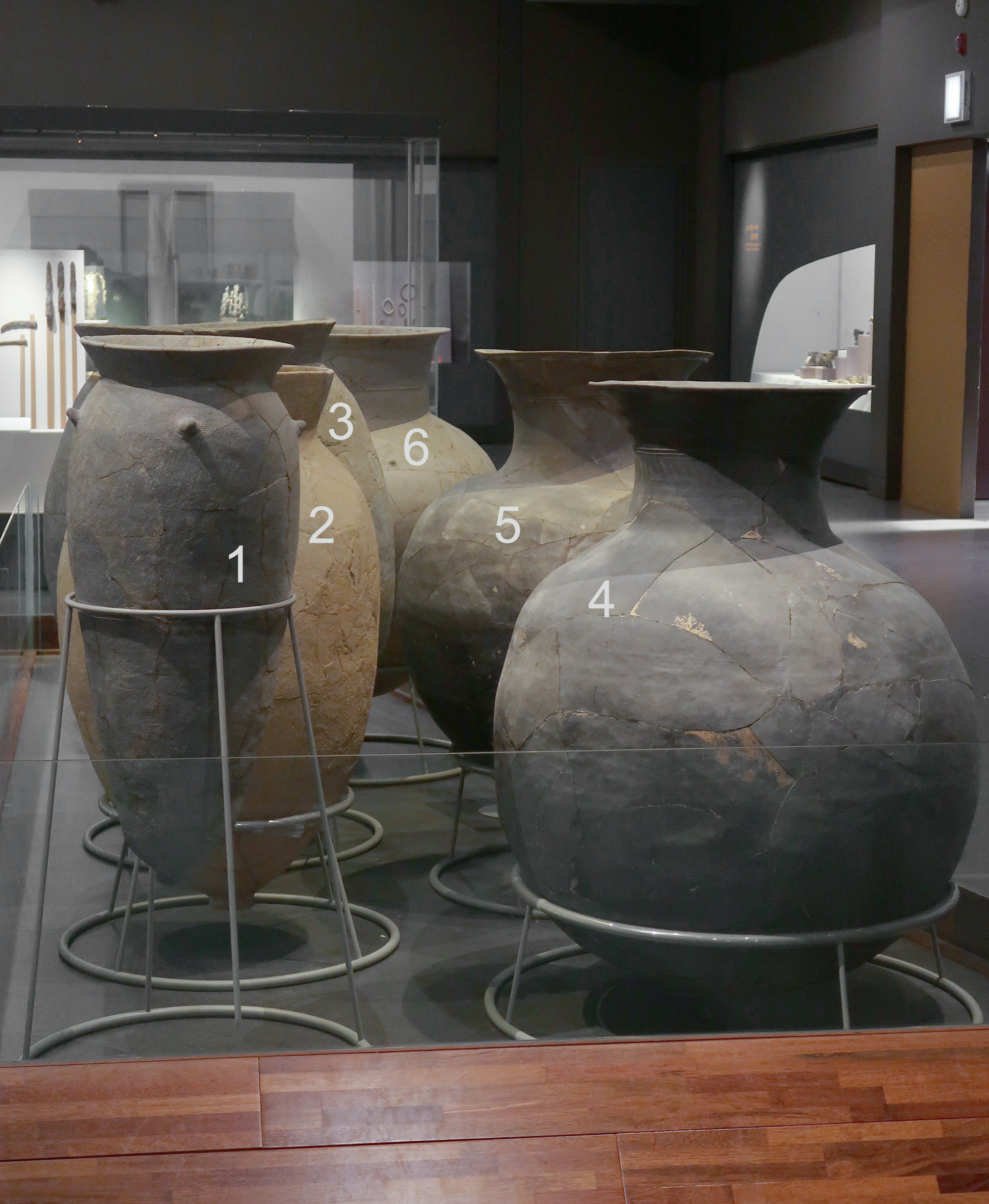
Grandes jarres globulaires période Proto-Trois Royaumes : 4 Daegu, ; 5 Seongju ; 6 Uiseong. 4, 5, 6 : H. env 90-110 cm. Musée national de Daegu.
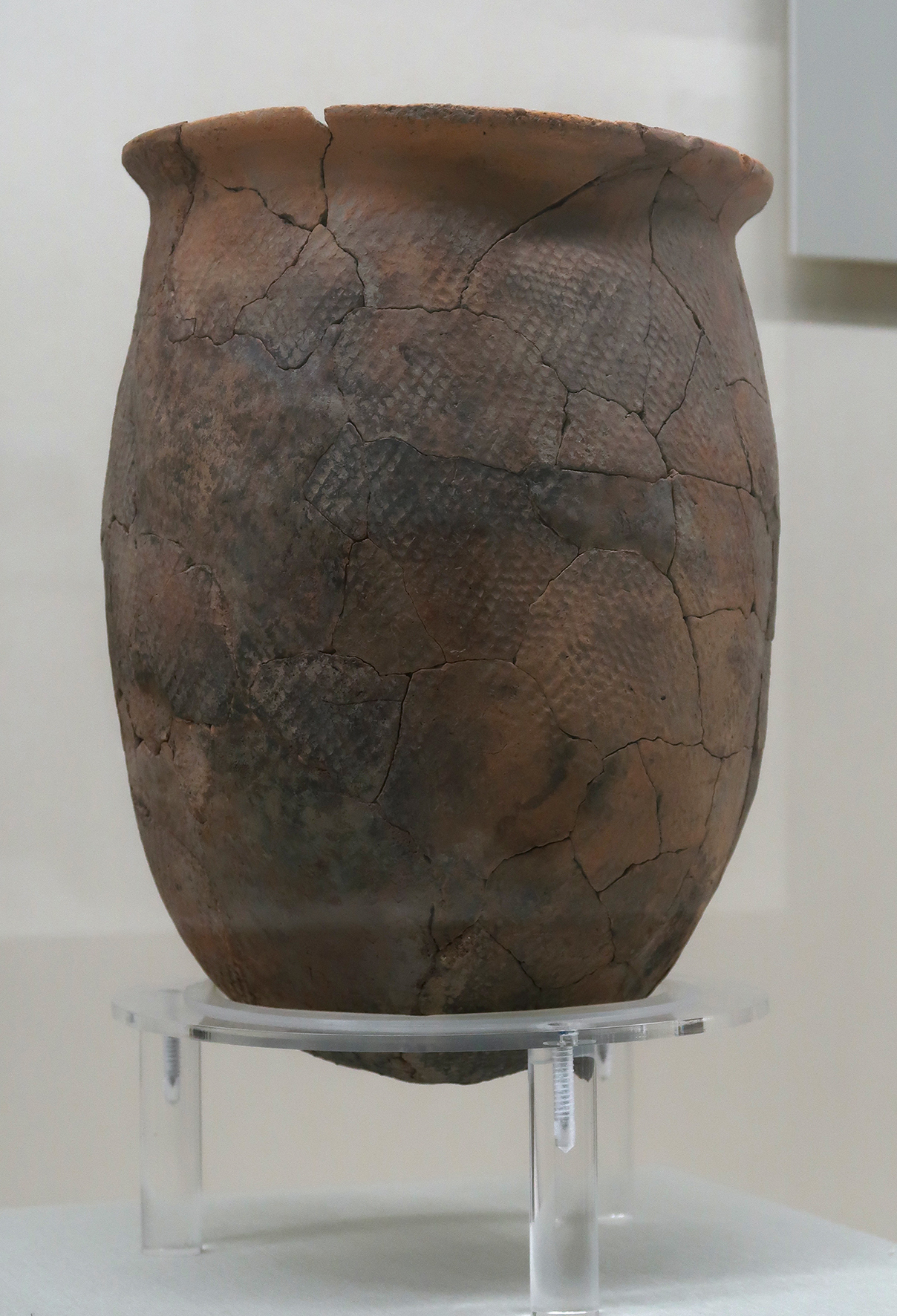
Jarre en forme d'œuf. Terre cuite, H. env 35 cm. Musée de l'Université nationale de Séoul.
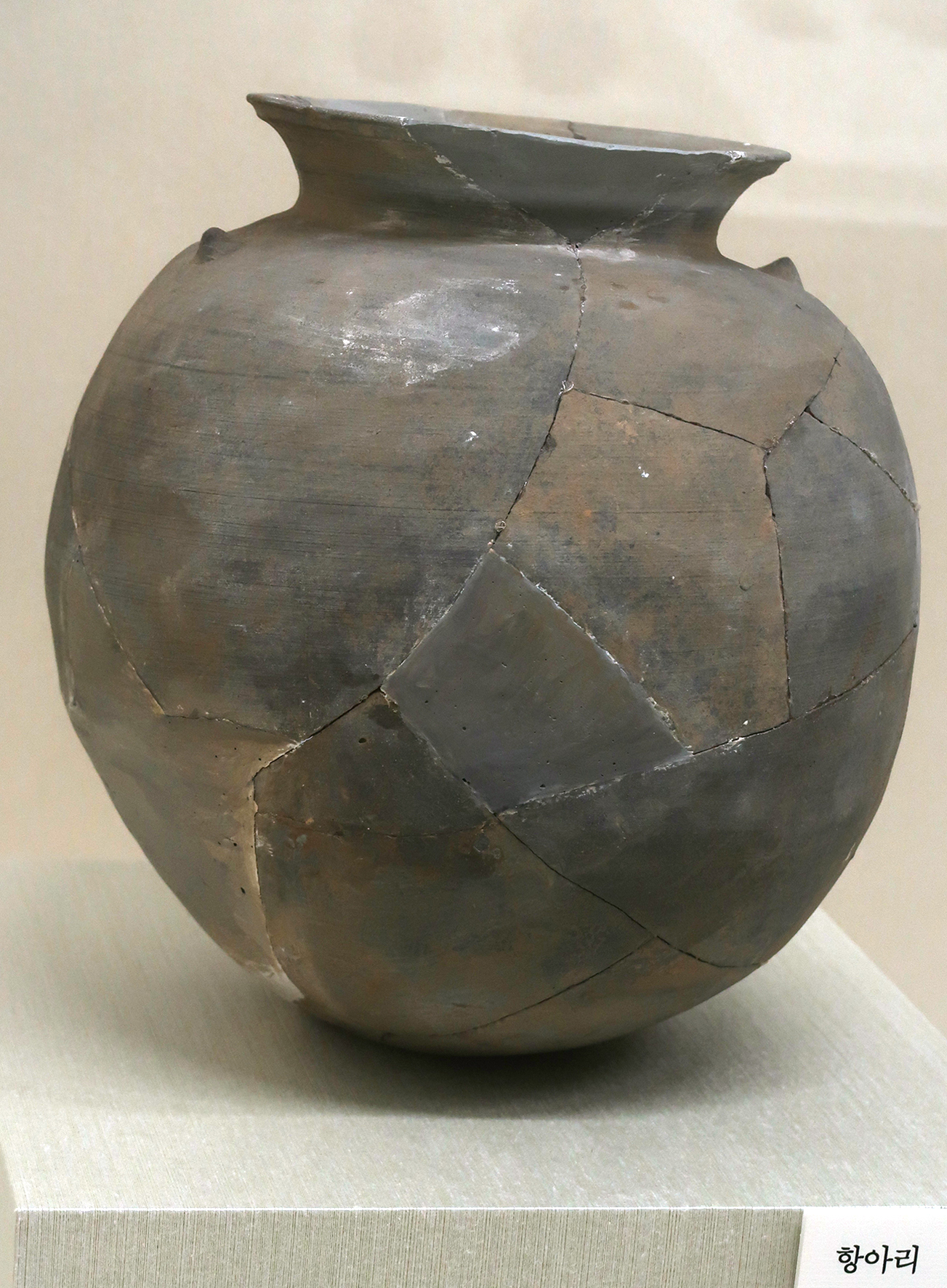
Jarre globulaire à deux boutons, Terre cuite, H. 24,3 cm. Daegok-ri, district de Hwasun. Musée de l'Université nationale de Séoul.

### Culture
Au Nord, la constitution des premières cités se fait au contact des quatre commanderies chinoises et les interactions y sont fortes.
Au Sud, les textes montrent un lien entre la formation des mini-États de la confédération de Jinhan et l'afflux de migrants provenant de Chine et de Gojoseon qui arrivent dans la région de Kyongsang au moment de l'effondrement de Gojoseon, en -108) et avec l'apparition de sociétés à dolmens dans la confédération de Jinhan.
Concernant la confédération de Byeonhan, les textes du Sanguo Zhi ne font pas allusion à l'origine respective des migrants. Ils signalent que Byeonhan et Jinhan ont fusionné et que leurs vêtements, leurs habitats, leurs langages et coutumes sont semblables. Dans le domaine archéologique et jusqu'au IIe siècle, cette unité se retrouve dans la région de Kyongsong, même dans les pratiques funéraires et les objets. On y retrouve, par contre, des cimetières collectifs à grande échelle, entourés d'un mur, contenant des tombes à cercueil de bois - qui diffèrent donc radicalement des tombes à dolmen - avec un net accroissement des dépôts funéraires et du nombre de sites. Les archéologues y voient une forme de « collectivisation » qui serait un indice de la formation des mini-États. Ont y trouve, aussi, des tombes contenant parfois des objets plus nombreux et de plus grande valeur, tandis que d'autres se distinguent par la diversité d'origine des objets, indicateurs de différences sociales et de l'introduction de nouvelles cultures dans cette région, dues à une augmentation conséquente de migrants.

### Héritage historique
Les historiens de Goryeo ont identifié Mahan, Jinhan et Byeonhan, respectivement, avec Goguryeo, Silla et Baekje dans leurs œuvres comme le Samguk sagi, le Samguk Yusa et le Jewang Ungi. Ainsi, le mot « Samhan » était parfois synonyme de « Samkuk », les Trois Royaumes de Corée. Ce point de vue historique a déjà été donné par Choi Chi-Won, érudit confucéen et historien à la fin du royaume de Silla. En dehors de la situation géographique de Mahan, le recueil historique chinois Histoire des Song a identifié l'origine ethnique des habitants du royaume Jeong-an, un État successeur de Balhae, comme étant Mahan.
Au cours de la période Joseon (1392 - 1910), ces notions d'histoire ont été critiquées très tôt par un érudit du mouvement de réforme Silhak, Han Baek - gyeom qui a souligné le lien entre Mahan et Baekje en effectuant les localisations géographiques correspondantes.

## Reconsidérer la question des sources
La place de la période Samhan n'a pas été prise en compte avant le XXe siècle. Cela tient au fait que le Samguk sagi (Mémoires historiques des Trois Royaumes), texte coréen tardif, représente le point de vue anciennement orthodoxe sur l'histoire de la péninsule depuis le Ier siècle AEC jusqu'au XIIe siècle EC. Il décrit les régions au sud de la péninsule, à partir de la fin du Ier siècle AEC, comme étant dominées par les royaumes de Paekche et Silla, à côté de la ligue de Kaya. Et dans ce texte, lorsqu'elles sont évoquées, les entités politiques de Mahan, Chinhan et Pyōnhan ne sont évoquées qu'en tant que premières entités politiques, détruites ou annexées au premier siècle de notre ère.
Tout autre est le point de vue du Sanguo Zhi (Chroniques des Trois Royaumes) et du Hou Hanshu (Livre des Han postérieurs) qui décrivent Mahan, Jinhan et Pyōnhan en détail (mais avec de fortes différences entre les deux textes), leur existence étant assurée dès le milieu du IIIe siècle AEC, et ceci sans faire mention de Paekche, Silla et Kaya en tant que royaumes et confédération indépendants.
D'autres textes apportent quelques éléments sur cette période : le Hanyuan et le Jin Shu (Livre des Jin).
C'est le Sanguo Zhi qui nous apporte le plus d'informations sur cette période, mais seulement sur un moment très restreint : le milieu du IIIe siècle. L'essentiel de ces informations se trouve dans la partie du Sanguo Zhi intitulée Dongyizhuan, « Le livre des Yi de l'Est » [(en) : The Account of the Eastern Yi]. L'auteur, Chen Shou, l'aurait rédigé autour de 280 de notre ère, en se référant ou en copiant sous une forme quasi identique un autre ouvrage intitulé : Weilüe, « Bref récit de la dynastie Wei », et rédigé par Yu Huan, très peu de temps auparavant. Les faits évoqués dans ces textes semblent contemporains du royaume de Wei (220-265), quoique certaines parties évoquent des faits antérieurs. L'évènement le plus tardif datant de 246 (l'attaque du camp chinois de Qili (commanderie de Daifang) par des coréens de Samhan) et auparavant des campagnes de 244-245 conduites par Guanqiu Jian, où il est question de Koguryo et d'Okcho. L'attaque du camp de Qili, selon Yi Hyunhae, est conduite par la confédération de Mahan et elle entraine la mort du gouverneur du camp. Ce qui montre la cohérence politique et l'efficacité militaire de cette confédération à ce moment précis. Cet évènement est évoqué dans la troisième partie, la partie précédente précise l'arrière plan : la difficulté de contenir les Han du Nord et les Ye, plus puissants et décidés à passer au Sud, avec les commanderies existantes et la décision de créer de la commanderie de Daifang, afin de tenter de réduire cette dépopulation. C'est ce qui explique la réaction des coréens. La première partie évoque les évènements de 194 et 180 AEC, lors de la défaite du roi de Gojoseon par l'exilé chinois Wiman (Wei Man). Puis son départ au Sud où il se fait appeler roi des Han.
L'essentiel de ce texte consiste en descriptions des us et coutumes des Han. Mais le mode de composition qui consiste à reformuler le texte source conduit nécessairement à des distorsions sur le plan historique. Cependant, aux yeux des spécialistes, il apparait bien plus fiable que le Samguk sagi. La découverte archéologique d'un pinceau à calligraphier dans son coffret datant du premier siècle avant notre ère indique la possibilité que des textes aient été rédigés dès cette époque. Leur trouvaille viendrait combler un énorme vide.